# Monster Hunter Freedom
Monster Hunter Freedom (яп. モンスターハンター ポータブル) (в Японии — Monster Hunter Portable) — компьютерная игра жанра Action/RPG из серии игр Monster Hunter, разработанная и выпущенная компанией Capcom эксклюзивно для портативной игровой системы PlayStation Portable, вышла в 2005 году в Японии и в 2006 году на европейском и североамериканском рынках. Является первой игрой из этой серии, выпущенной на PSP.

## Сюжет и геймплей
Monster Hunter Freedom, как и вся серия в целом, отличается практически полным отсутствием сюжетной линии, что является нетипичным для жанра ролевых игр, так как сюжет выступает основой для большинства RPG. Игра сводится к тому, что главный герой (мужской или женский персонаж на выбор игрока) хочет стать лучшим охотником на монстров. Нет в игре и возможности развивать параметры выбранного персонажа. Вместо этого ставка делается на собирание различных вещей и материалов, а также на усовершенствование с их помощью оружия, лат и снаряжения.
Игра разделена на несколько основных локаций — город и собственно уровни, где герой сражается с монстрами и собирает различные предметы. В городе расположен дом охотника, где можно сохранить игру, оставить часть вещей в специальном сундуке, почитать советы по игре и, по ходу развития игры, сходить на кухню, где нанятые за игровые деньги повара-коты приготовят еду, временно улучшающую параметры героя. Кроме того, в городе расположены и другие объекты: ферма, на которой можно выращивать растения, рыбачить, добывать руду, собирать мёд и т. п., оружейная лавка, где из собранных материалов делается или улучшается оружие и доспехи, а также уличные торговцы различными предметами.

Кадр из локации «пустыня»

В городе же герой получает задания на выполнение той или иной миссии. Миссии разделены по сложности на несколько уровней и сначала герою доступны лишь некоторые из них. Целью задания может быть — найти определённую вещь, поймать или убить монстра и т. д. За успешное выполнение игрок получает деньги и материалы.
В игре существует много возможностей добывать материалы: их можно взять из убитого монстра, купить, просто подобрать на игровых локациях, поймать удочкой (разные виды рыб), добыть киркой (различные руды), поймать сачком (насекомые). Особо ценные материалы добываются из самых опасных и сложных монстров.
Во время прохождения миссии в левом верхнем углу экрана появляются три шкалы — здоровья, выносливости и качества оружия. Здоровье отбирается, когда герой пропускает удар противника, выносливость уменьшается при беге, а также, когда на выполнение задания затрачено слишком много времени. Для пополнения здоровья и выносливости можно использовать различные снадобья и травы.
Шкала качества оружия меняется по мере его использования. Со временем оружие затупляется и хуже поражает врага, а исправить это можно с помощью специального точильного камня, которым герой может наточить своё оружие. Всего в игре существует 6 основных видов оружия — меч с щитом, двуручный меч, копьё и щит, молот и два клинка. У каждого из них есть свои плюсы и минусы: так, меч с щитом наносят меньший ущерб, но позволяют атаковать быстрее, а молот наносит высокий урон, но им невозможно блокировать удары и так далее.
Кроме оружия игрок может покупать или делать латы для своего героя — шлем, наручи, поножи и т. п. Причём купить можно только самое базовое оружие и броню, так как ещё одной отличительной особенностью игры является необходимость делать обмундирование самому, а не просто покупать готовое за игровые деньги. По мере прохождения игры появляется возможность снаряжать героя более прочными латами и более мощным оружием.

## Критика
| Сводный рейтинг    | Сводный рейтинг |
| Агрегатор          | Оценка          |
| ------------------ | --------------- |
| GameRankings       | 71,32 %         |
| Metacritic         | 71/100          |
| MobyRank           | 66/100          |
| Иноязычные издания |                 |
| Издание            | Оценка          |
| AllGame            | 3/5             |
| EGM                | 7/10            |
| Eurogamer          | 6/10            |
| Game Informer      | 4/10            |
| GamePro            | 4/5             |
| GameRevolution     | D+              |
| GameSpot           | 6,5/10          |
| GameSpy            | 3,5/5           |
| GameTrailers       | 4,8/10          |
| GameZone           | 7,6/10          |
| IGN                | 7,7/10          |
| OPM                | 4/5             |
| Play (UK)          | 9,5/10          |

В целом, игра была встречена критиками достаточно положительно, бо́льшая часть оценок были выше среднего или высокими, за небольшими исключениями. Так, по данным популярных сайтов-агрегаторов Monster Hunter Freedom получила следующие оценки: 66/100 на сайте MobyGames (по данным 7 рецензий), 71,32 % на сайте GameRankings (на основе 44 рецензий), 7,8/10 на сайте GameStats (на основе 25 рецензий) и 71/100 на сайте metacritic (на основе 34 рецензий). Всего по данным сайта gamrReview было распродано 1,43 млн экземпляров игры, что несколько меньше показателей второй — 2,42 млн и третьей частей — 5,03 млн.

### Рецензии
- Англоязычный новостной и информационный веб-сайт, освещающий тематику компьютерных игр — IGN, оценил Monster Hunter Freedom в довольно высокие 7,7 баллов из 10. В числе плюсов игры было названо удобное простое управление, в то время как одним из основных минусов — долгие загрузки при смене локации и общая медлительность игры[17].
- В рецензии на другом англоязычном веб-сайте — GameSpot, Monster Hunter Freedom получила оценку 6,5/10 и была названа «смесью Phantasy Star Online и Turok с вкраплениями человеко-кошек»[18]. По мнению GameSpot, неудачным решением является невозможность заменить оружие в ходе прохождения миссии. Если оружие по тем или иным причинам оказалось неэффективным, то, чтобы заменить его, необходимо прервать миссию, вернуться в город и в своём доме выбрать для участника новое. После чего миссию приходится проходить с самого начала. Не особо удачными были названы также управление главным героем в ходе сражений с противниками и неудобная камера, которую необходимо постоянно контролировать. В то же время, в адрес графического оформления Monster Hunter Freedom претензий в отзыве не высказывается.[11]
- Весьма высокую оценку — 4/5, похождениям Охотника на монстров поставил рецензент американского сайта видеоигр GamePro, в отзыве которого игра была названа подходящей для ценителей «hardcore role-playing». Monster Hunter Freedom, по мнению рецензента, является очень продолжительной и разнообразной для игры на портативной консоли. Высоко оценено было графическое оформление, а долгие загрузки, по словам автора отзыва, вполне компенсируются красивыми пейзажами уровней. Хорошую оценку получили и музыкальное сопровождение, и разнообразный геймплей.[9]

## Продолжения
Monster Hunter Freedom стала первой игрой из серии Monster Hunter на PlayStation Portable. В 2007 году на консоли вышла Monster Hunter Freedom 2, а в 2008/2009 — Monster Hunter Freedom Unite. Существует возможность переносить героев из первой части игры во вторую и из второй в третью.